# She Said
She Said és una pel·lícula estatunidenca de 2022 de drama biogràfic, dirigida per Maria Schrader i escrita per Rebecca Lenkiewicz, basada en el llibre homònim de 2019 de les periodistes Jodi Kantor i Megan Twohey. La pel·lícula és protagonitzada per Carey Mulligan i Zoe Kazan com a Twohey i Kantor, respectivament, i segueix la seva investigació a The New York Times que va exposar la història d'abús i conducta sexual inadequada de Harvey Weinstein contra les dones. Coprotagonitzen la cinta Patricia Clarkson, Andre Braugher, Jennifer Ehle i Samantha Morton, amb Ashley Judd com a ella mateixa.
La pel·lícula es va anunciar el 2021 com a coproducció entre Annapurna Pictures i Plan B Entertainment. El rodatge va tenir lloc a Nova York amb la directora de fotografia Natasha Braier. Durant la postproducció, el muntatge va ser completat per Hansjörg Weißbrich i la partitura va ser composta per Nicholas Britell.
She Said es va estrenar al 60è Festival de Cinema de Nova York el 13 d'octubre de 2022 i es va estrenar als Estats Units el 18 de novembre de 2022 per Universal Pictures, coincidint amb el judici a Weinstein a Los Angeles. Va rebre crítiques generalment positives per part dels crítics, els quals van elogiar-ne el guió i les actuacions de Kazan i Mulligan. També va ser nomenada una de les millors pel·lícules del 2022 per l'American Film Institute. No obstant això, va ser un fracàs de taquilla, amb una recaptació de 13 milions de dòlars contra un pressupost de producció de 32 milions. Mulligan va ser nominada com a millor actriu secundària i Lenkiewicz per millor guió adaptat als 76ns premis BAFTA, i també van ser-ho en les mateixes categories als Globus d'Or i als Critics' Choice Awards respectivament.
Aquesta pel·lícula ha estat subtitulada al català.

## Argument
El 2017, la reportera de The New York Times Jodi Kantor rep una pista segons la qual l'actriu Rose McGowan havia estat agredida sexualment pel productor d'Indiewood Harvey Weinstein. McGowan inicialment rebutja fer comentaris, però més tard torna a trucar a Kantor i descriu una trobada en què Weinstein la va violar quan tenia 23 anys. Kantor també parla amb les actrius Ashley Judd i Gwyneth Paltrow, que descriuen les seves pròpies experiències amb Weinstein, però totes dues demanen no ser nomenades a l'article per por al retrocés de la seva carrera. Frustrada per la manca de progrés en la seva investigació posterior, Kantor recluta Megan Twohey perquè l'ajudi amb la peça.
Twohey rastreja una dona que havia treballat com a assistent de Weinstein a Miramax dècades enrere i que havia desaparegut; la dona es nega a parlar sobre l'assumpte perquè ha signat un acord de confidencialitat. Kantor s'enfronta a l'antic director financer de Miramax sobre els pagaments de liquidació anteriors de Weinstein contra els seus acusadors, però dubta a divulgar qualsevol informació al respecte. Twohey també és rebutjada per l'EEOC (Comissió d'Igualtat d'Oportunitats Laborals dels Estats Units) després de sol·licitar més informació sobre aquests pagaments. Twohey parla amb un antic membre de l'oficina del fiscal del districte sobre per què les queixes penals contra Weinstein s'havien retirat tan ràpidament i s'assabenta que Weinstein tenia connexions socials amb l'oficina del fiscal del districte.
Kantor rep un consell sobre tres antigues assistents de Weinstein que podrien haver patit abusos: Rowena Chiu, Zelda Perkins i Laura Madden. Kantor surt volant per trobar-se a cadascuna d'elles individualment; no aconsegueix quedar amb Chiu, però Perkins explica un incident en què Chiu va tenir una avaria després d'una trobada amb Weinstein. Madden inicialment es nega a parlar amb Kantor, però canvia d'opinió després que un representant de Weinstein s'hi posi en contacte per dissuadir-la de parlar amb els periodistes sobre la seva experiència.
Weinstein s'assabenta de la investigació i envia un advocat per intentar apaivagar els periodistes, però es nega a fer declaracions i nega qualsevol delicte. L'advocat reconeix una sèrie d'acords financers anteriors, però no vol dir quants. Kantor rep una pista anònima per parlar amb Irwin Reiter, un dels antics comptables de Weinstein; aquest li mostra una nota interna que va circular a Miramax el 2015 on detallava les denúncies per abussos d'una antiga empleada.
The New York Times notifica l'article imminent a la junta de The Weinstein Company i els demana que facin una declaració. Weinstein nega les denúncies i pressiona les periodistes perquè anomenin les seves fonts, i amenaça amb parlar amb altres publicacions per desacreditar la història. Weinstein finalment emet una declaració en què reconeix que ha causat dolor a altres en el passat i que està prenent una excedència de The Weinstein Company. Kantor i Twohey intenten convèncer les seves fonts per deixar constància del seu testimoni; totes declinen inicialment, però Judd i Madden més tard acorden ser citades a l'article, creient que és el més correcte.
El diari publica la història el 5 d'octubre de 2017. Després de la publicació de l'article, 82 dones presenten les seves pròpies denúncies contra Weinstein, la qual cosa condueix a reformes legals i laborals. Weinstein compleix actualment una condemna de 23 anys per violació i agressió sexual a Nova York, amb càrrecs addicionals pendents en altres llocs.

## Repartiment
| - Carey Mulligan com a Megan Twohey - Zoe Kazan com a Jodi Kantor - Patricia Clarkson com a Rebecca Corbett - Andre Braugher com a Dean Baquet - Jennifer Ehle com a Laura Madden - Lola Petticrew com a Laura jove - Samantha Morton com a Zelda Perkins - Molly Windsor com a Zelda jove | - Ashley Judd com a ella mateixa - Zach Grenier com a Irwin Reiter - Peter Friedman com a Lanny Davis - Tom Pelphrey com a Jim Rutman - Frank Wood com a Matt Purdy - Adam Shapiro com a Ron Lieber - Angela Yeoh com a Rowena Chiu - Edward Astor Chin com a Andrew Cheung | - Sean Cullen com a Lance Maerov - James Austin Johnson com a veu de Donald Trump - Sarah Ann Masse com a Emily Steel - Keilly McQuail com a the voice of Rose McGowan - Anastasia Barzee com a Lisa Bloom - Mike Houston com a Harvey Weinstein - Gwyneth Paltrow com a veu d'ella mateixa |

## Producció
El 5 d'octubre de 2017, Jodi Kantor i Megan Twohey de The New York Times van revelar acusacions substancials de mala conducta sexual per part del productor de Hollywood Harvey Weinstein, acusant-lo d'assetjar sexualment actrius, assistents de producció, temporals i altres empleades de Miramax i The Weinstein Company. Les denúncies van servir de catalitzador per al creixent moviment #MeToo i finalment van provocar que Weinstein fos condemnat a 23 anys de presó.
El 2019, Kantor i Twohey van publicar She Said, un llibre que detallava els diferents processos que van emprar per investigar i descobrir la mala conducta sexual de Weinstein. Els drets del llibre van ser adquirits el 2018 per Annapurna Pictures i Plan B Entertainment. El juny de 2021, Universal Pictures va anunciar que estaven desenvolupant una adaptació amb Zoe Kazan i Carey Mulligan en negociacions per interpretar Kantor i Twohey. També es va informar que Maria Schrader s'havia unit a la direcció d'un guió de Rebecca Lenkiewicz, amb Brad Pitt, Dede Gardner i Jeremy Kleiner preparats per produir la cinta.
Schrader i Lenkiewicz van dir que volien que la pel·lícula estigués menys centrada en les recreacions de l'abús i l'assetjament de Weinstein i més sobre les dones que van ser silenciades. Lenkeiwicz va dir: "Tot i que hi ha tanta foscor a la història... hi ha molta bellesa i llum en les dones que es troben entre elles".
El rodatge va començar el juliol de 2021 a la ciutat de Nova York amb la directora de fotografia Natasha Braier, i va tenir lloc a la seu de The New York Times. A l'agost, Patricia Clarkson, Andre Braugher, Samantha Morton i Tom Pelphrey van ser anunciats com a part del repartiment, i l'octubre de 2021 es va confirmar Adam Shapiro.
La implicació de Pitt amb la pel·lícula ha estat objecte d'escrutini, ja que era conscient del comportament de Weinstein el 1996 per la seva aleshores xicota Gwyneth Paltrow i més tard per la seva aleshores parella Angelina Jolie, però va continuar treballant amb Weinstein després dels fets, i també perquè va ser acusat d'haver abusat de Jolie i dels seus fills el 2016.
L'agost de 2022, Weinstein i els seus advocats van intentar retardar el seu judici des de la data d'inici del 10 d'octubre de 2022 al·legant que el màrqueting i la publicitat de la pel·lícula perjudicarien qualsevol jurat de Los Angeles contra ell; la jutgessa del Tribunal Superior de Los Angeles, Lisa Lench, va denegar la sol·licitud.

## Guardons
| Any  | Premi                                         | Categoria                                              | Guardonat(s)       | Resultat        | Ref.   |
| ---- | --------------------------------------------- | ------------------------------------------------------ | ------------------ | --------------- | ------ |
| 2022 | Montclair Film Festival                       | Premi David Carra la veritat en el cinema de no ficció | Maria Schrader     | Guanyadora      | [ 25 ] |
| 2022 | Coronado Island Film Festival                 | Premi del públic al millor llargmetratge narratiu      | She Said           | Guanyadora      | [ 26 ] |
| 2022 | Hollywood Music in Media Awards               | Millor música original en una pel·lícula               | Nicholas Britell   | Nominat         | [ 27 ] |
| 2022 | American Film Institute Awards                | Millors 10 pel·lícules de l'any                        | She Said           | Guanyadora      | [ 28 ] |
| 2022 | New York Film Critics Online                  | Millors 10 pel·lícules de l'any                        | She Said           | Guanyadora      | [ 29 ] |
| 2022 | Las Vegas Film Critics Society                | Millor guió adaptat                                    | Rebecca Lenkiewicz | Nominada        | [ 30 ] |
| 2022 | Washington D.C. Area Film Critics Association | Millor guió adaptat                                    | Rebecca Lenkiewicz | Nominada        | [ 31 ] |
| 2022 | St. Louis Film Critics Association            | Millor pel·lícula                                      | She Said           | Nominada        | [ 32 ] |
| 2022 | St. Louis Film Critics Association            | Millor actor secundari                                 | Andre Braugher     | Nominat         | [ 32 ] |
| 2022 | St. Louis Film Critics Association            | Millor actriu secundària                               | Carey Mulligan     | Nominada        | [ 32 ] |
| 2022 | St. Louis Film Critics Association            | Millor guió adaptat                                    | Rebecca Lenkiewicz | Guanyadora      | [ 32 ] |
| 2022 | Women Film Critics Circle                     | Millor pel·lícula sobre dones                          | She Said           | Guanyadora      | [ 33 ] |
| 2022 | Women Film Critics Circle                     | Millor narradora (Premi per a guionistes)              | Rebecca Lenkiewicz | 2a classificada | [ 33 ] |
| 2022 | Women Film Critics Circle                     | Premi Adrienne Shelly                                  | She Said           | 2a classificada | [ 33 ] |
| 2022 | Nevada Film Critics Society                   | Millor pel·lícula                                      | She Said           | Guanyadora      | [ 34 ] |
| 2022 | Nevada Film Critics Society                   | Millor guió adaptat                                    | Rebecca Lenkiewicz | Guanyadora      | [ 34 ] |
| 2022 | Florida Film Critics Circle                   | Millor guió adaptat                                    | Rebecca Lenkiewicz | Nominada        | [ 35 ] |
| 2023 | Alliance of Women Film Journalists            | Millor dona directora                                  | Maria Schrader     | Nominada        | [ 36 ] |
| 2023 | Alliance of Women Film Journalists            | Millor guió adaptat                                    | Rebecca Lenkiewicz | Nominada        | [ 36 ] |
| 2023 | Alliance of Women Film Journalists            | Millor dona guionista                                  | Rebecca Lenkiewicz | Nominada        | [ 36 ] |
| 2022 | San Francisco Bay Area Film Critics Circle    | Millor guió adaptat                                    | Rebecca Lenkiewicz | Nominada        | [ 37 ] |
| 2023 | Globus d'Or                                   | Millor actriu secundària                               | Carey Mulligan     | Nominada        | [ 38 ] |
| 2023 | Georgia Film Critics Association              | Millor guió adaptat                                    | Rebecca Lenkiewicz | Nominada        | [ 39 ] |
| 2023 | Premis de la Crítica Cinematogràfica          | Millor guió adaptat                                    | Rebecca Lenkiewicz | Nominada        | [ 40 ] |
| 2023 | Online Film Critics Society                   | Millor guió adaptat                                    | Rebecca Lenkiewicz | Nominada        | [ 41 ] |
| 2023 | AARP Movies for Grownups Awards               | Millor guionista                                       | Rebecca Lenkiewicz | Nominada        | [ 42 ] |
| 2023 | AARP Movies for Grownups Awards               | Millor grup actoral                                    | She Said           | Guanyadora      | [ 42 ] |
| 2023 | Premis BAFTA                                  | Millor actriu secundària                               | Carey Mulligan     | Nominada        | [ 43 ] |
| 2023 | Premis BAFTA                                  | Millor guió adaptat                                    | Rebecca Lenkiewicz | Nominada        | [ 43 ] |
| 2023 | Hollywood Critics Association                 | Millor guió adaptat                                    | Rebecca Lenkiewicz | Nominada        | [ 44 ] |
| 2023 | Premis Satellite                              | Millor guió adaptat                                    | Rebecca Lenkiewicz | Nominada        | [ 45 ] |